# John Boyne
John Boyne (Dublin, 30 april 1971) is een Ierse schrijver en journalist.

## Biografie
Boyne studeerde aan de Universiteit van Dublin en de Universiteit van Norwich waar hij de Curtis Brown Prijs won. Tijdens zijn tijd in Dublin werd zijn eerste werk gepubliceerd. Om in zijn onderhoud te voorzien werkte hij overdag in de boekhandelketen Waterstone's, terwijl hij tot laat in de avonden aan zijn boeken werkte.
John Boyne schreef tot nu toe achttien romans voor volwassenen, zes romans voor jongeren, een verhalenbundel en een prentenboek. Zijn boeken zijn gepubliceerd in zestig talen.
Zijn bekendste boek De jongen in de gestreepte pyjama werd een bestseller. Wereldwijd zijn er meer dan 7 miljoen exemplaren van verkocht. Het boek is in 2009 verfilmd (The Boy in the Striped Pyjamas) en kwam in Nederland in januari 2009 in de bioscopen.
In november 2008 verscheen de Nederlandse vertaling van Mutiny on the Bounty, getiteld De Scheepsjongen. Het vertelt het verhaal van de reis van het schip The Bounty dat onder leiding van kapitein William Bligh naar Tahiti vaart om loten van de broodboom te halen en deze vervolgens te transporteren naar de Britse koloniën in het Caribisch gebied. Daar zouden deze bomen vruchten moet leveren als voedsel voor de slaven. Er breekt echter een muiterij uit op het schip en de kapitein en een deel van de bemanning worden overboord gezet in een sloep. Het verhaal wordt verteld door de hoofdpersoon, John Jacob Turnstille, de scheepsjongen aan boord van The Bounty.
In mei 2009 verscheen Boynes zevende roman: The House of Special Purpose. In het jaar 2014 bracht hij Stay Where You Are and Then Leave uit, een roman over een zoon die zijn vader zoekt tijdens WOI. In november 2015 verscheen het jeugdboek De jongen op de berg. In 2022 verscheen All the Broken Places, in Nederland is de verschijningsdatum 4 oktober 2022 onder de titel Toen de wereld brak. Het is het vervolg op De jongen met de gestreepte pyjama.
Zijn boek Aarde werd in 2025 genomineerd voor de Polari Prize, een prijs voor het lhbti+-literatuur. Zijn nominatie leidde ertoe dat enkele juryleden en een tiental andere genomineerden voor de prijs zich terugtrokken vanwege het feit dat Boyne zich omschrijft als Terf. De organisatie van de prijs gaf aan gewoon door te gaan met het proces.

### Romans
- 2000: Dief van de tijd (The Thief of Time )
- 2001: The Congress of Rough Riders (Weidenfeld & Nicolson)
- 2004: Crippen (Penguin)
- 2006: Next of Kin (Penguin)
- 2008: De scheepsjongen (Mutiny on the Bounty)
- 2009: Het winterpaleis (The House of Special Purpose)
- 2011: De witte veer (The Absolutist)
- 2013: Het Victoriaanse huis (This House Is Haunted)
- 2014: De grote stilte (A History of Loneliness)
- 2017: Wat het Hart Verwoest (The Heart's Invisible Furies)
- 2018: Een ladder naar de hemel (A Ladder To The Sky)
- 2020: Een reiziger (A Traveler at the Gates of Wisdom)
- 2022: The Echo Chamber (Doubleday)
- 2023: Water
- 2024: Aarde

### Young Adult-romans
- 2006: De jongen in de gestreepte pyjama (The Boy in the Striped Pyjamas)
- 2009: The dare
- 2010: Noah Barleywater gaat ervandoor (Noah Barleywater Runs Away)
- 2012: Vreselijke belevenissen van Barnaby Brocket (The Terrible Thing That Happened To Barnaby Brocket)
- 2013: De jongen die zijn vader zocht (Stay Where You Are And Then Leave)
- 2015: De jongen op de Berg (The Boy at the Top of the Mountain)
- 2019: Mijn broer heet Jessica (My Brother's Name is Jessica)
- 2022: Toen de wereld brak (All the Broken Places)

### Korte verhalen
- 2015: Beneath the Earth

### Prentenboek
- 2024 : The Dog Who Danced on the Moon

### Bestseller 60
| Boeken met noteringen in de Nederlandse Bestseller 60 | Jaar van verschijnen | Datum van binnenkomst | Hoogste positie | Aantal weken | Opmerkingen |
| ----------------------------------------------------- | -------------------- | --------------------- | --------------- | ------------ | ----------- |
| De jongen in de gestreepte pyjama                     | 2006                 | 22-03-2006            | 15              | 24           |             |
| Het winterpaleis                                      | 2009                 | 23-12-2009            | 40              | 4            |             |
| De witte veer                                         | 2011                 | 07-09-2011            | 57              | 1            |             |
| Toen de wereld brak                                   | 2022                 | 12-10-2022            | 25              | 21           |             |